# 중국술

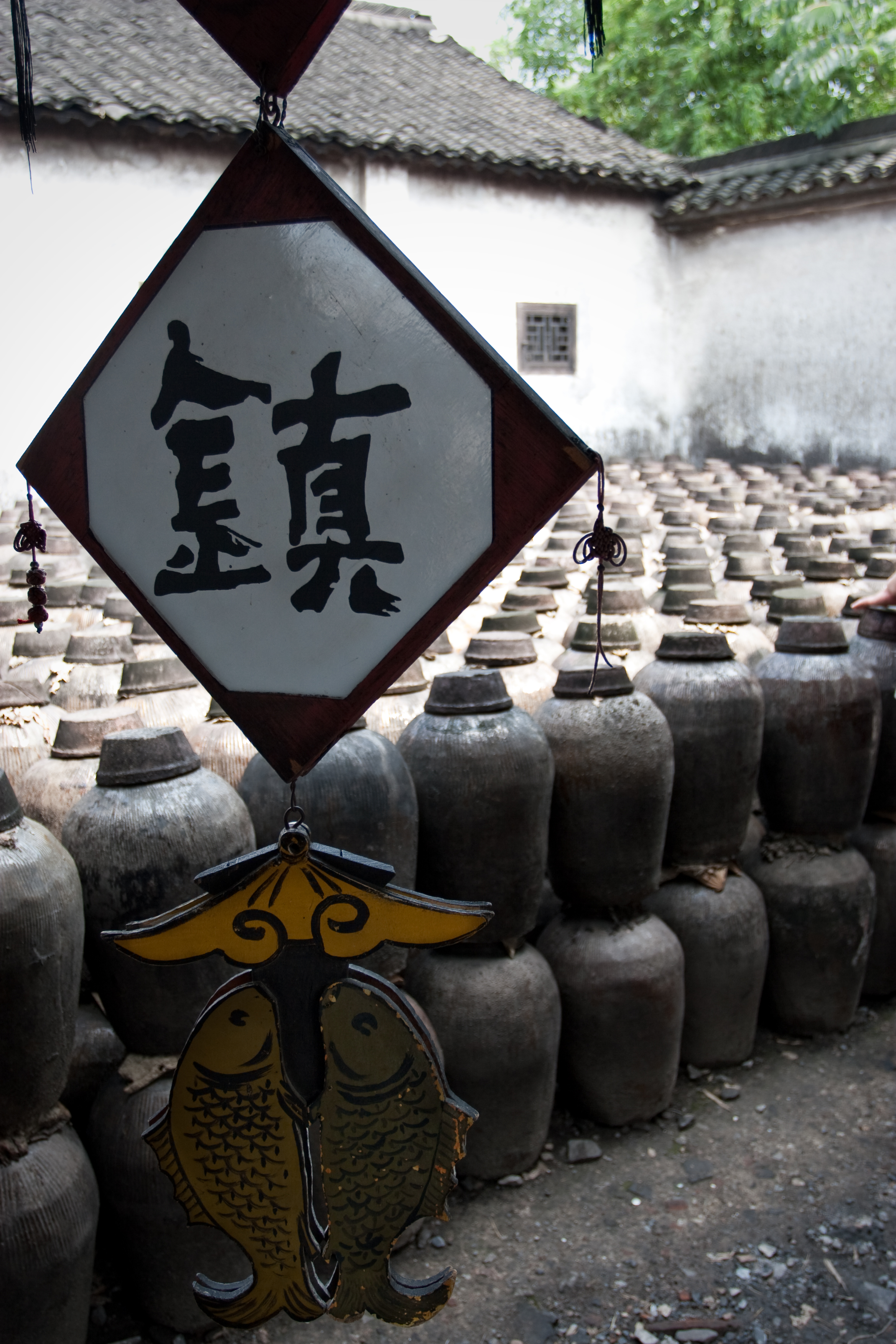
저장 및 숙성 중인 밀봉된 황주 항아리를 포함하고 있는 중국 양조업체의 안뜰

중국술(영어: Chinese liquor) 또는 중국주(中國酒)의 역사는 오래되었다. 중국술에는 쌀로 빚은 술, 포도주, 맥주, 위스키 및 세계에서 가장 많이 소비되는 증류주인 바이주를 비롯한 다양한 주류들이 있다.

## 같이 보기
- 술
- 증류주
- 중국 요리